# Quinta Brunson
Quinta Brunson (* 21. prosince 1989, Filadelfie, Pensylvánie, Spojené státy americké) je americká scenáristka, herečka a televizní producent. Do popředí se dostala díky produkci svého vlastního pořadu na Instagramu Girl Who Has Never Been on a Nice Date. Poté pokračovala v produkci a účinkování pro BuzzFeed Video a vyvinula dva seriály s BuzzFeed Motion Pictures.
Je tvůrkyní, vedoucí producentkou, scenáristkou a představitelkou hlavní role seriálu Základka Willarda Abbotta (2021–dosud). Na 74. ročníku udílení cen Emmy se stala první černošskou ženou, která byla nominována ve třech komediálních kategoriích. Obdržela nominace za nejlepší scénář pro komediální seriál (kterou vyhrála), nejlepší komediální pořad (jako vedoucí producentka) a nejlepší herečka v hlavní roli v komediálním seriálu. V roce 2022 byla časopisem Time zařazena na seznam 100 nejvlivnějších lidí světa.
Účinkocala také v seriálech iZombie, Single Parents a Nebe s.r.o.; dabovala postavy v animovaných seriálech Lazor Wulf a Magical Girl Friendship Squad a účinkovala v první řadě komediálního pořadu Black Lady Sketch Show společnosti HBO.

## Život
Brunson se narodila a vyrostla v západní Filadelfii. Její jméno znamená ve španělštině „pátá“ a znamená, že je nejmladší z pěti dětí. Její matka, Norma Jean Brunson, je učitelkou v mateřské škole. Byla vychována jako svědkyně Jehovova.
Už od doby, kdy navštěvovala Charter High School for Architecture & Design, popisovala samu sebe jako „posedlou“ komedií a svůj zájem rozvíjela navštěvováním improvizované třídy. Brunson navštěvovala Temple University ve Filadelfii a ve druhém ročníku navštěvovala kurzy na Second City v Chicagu. Krátce poté školu opustila, aby se mohla věnovat komediální kariéře.